# Feldseekopf
Feldseekopf är en bergstopp i Österrike.   Den ligger i distriktet Spittal an der Drau och förbundslandet Kärnten, i den centrala delen av landet, 280 km sydväst om huvudstaden Wien. Toppen på Feldseekopf är 2 864 meter över havet, eller 171 meter över den omgivande terrängen. Bredden vid basen är 0,93 km.
Terrängen runt Feldseekopf är huvudsakligen mycket bergig. Närmaste större samhälle är Bad Gastein, 13,6 km norr om Feldseekopf. 
Trakten runt Feldseekopf består i huvudsak av gräsmarker. Runt Feldseekopf är det ganska glesbefolkat, med 29 invånare per kvadratkilometer.